# Titularbistum Bonusta
Bonusta ist ein Titularbistum der römisch-katholischen Kirche.
Es geht zurück auf einen untergegangenen Bischofssitz in der gleichnamigen antiken Stadt, die in der römischen Provinz Africa proconsularis lag. Der Bischofssitz war der Kirchenprovinz Karthago zugeordnet.
| Titularbischöfe von Bonusta |                                     |                                                                        |                  |                   |
| Nr.                         | Name                                | Amt                                                                    | von              | bis               |
| 1                           | Martin Joseph-Honoré LaJeunesse OMI | Apostolischer Koadjutorvikar Apostolischer Vikar von Keewatin (Kanada) | 26. April 1933   | 10. Juli 1961     |
| 2                           | Ivo Gugic                           | Weihbischof in Dubrovnik Weihbischof in Split-Makarska (Jugoslawien)   | 12. Juli 1961    | 22. November 1983 |
| 3                           | Isaac Danu                          | Weihbischof in Toungoo (Myanmar)                                       | 4. Juni 1984     | 1. September 1989 |
| 4                           | Stefan Cichy                        | Weihbischof in Kattowitz (Polen)                                       | 26. August 1998  | 19. März 2005     |
| 5                           | John Gerard Noonan                  | Weihbischof in Miami (USA)                                             | 21. Juni 2005    | 23. Oktober 2010  |
| 6                           | Heinz-Günter Bongartz               | Weihbischof in Hildesheim (Deutschland)                                | 4. Dezember 2010 |                   |